# Zapasy na Letnich Igrzyskach Olimpijskich 1984 – kategoria do 90 kg w stylu klasycznym
Zmagania mężczyzn do 90 kg to jedna z dziesięciu męskich konkurencji w zapasach w stylu klasycznym rozgrywanych podczas Letnich Igrzysk Olimpijskich 1984. Pojedynki w tej kategorii wagowej odbyły się w dniach 30 lipca – 1 sierpnia.

## Klasyfikacja[1]
| Pozycja | Nazwisko              | Kraj              |
| ------- | --------------------- | ----------------- |
| 1       | Steve Fraser          | Stany Zjednoczone |
| 2       | Ilie Matei            | Rumunia           |
| 3       | Frank Andersson       | Szwecja           |
| 4       | Uwe Sachs             | RFN               |
| 5       | Jean-François Court   | Francja           |
| 6       | Jeorjos Pozidis       | Grecja            |
| 7       | Toni Hannula          | Finlandia         |
| 8       | Franz Marx            | Austria           |
| 9       | Karolj Kopas          | Jugosławia        |
| 10      | Garry Kallos          | Kanada            |
| .       | Kamal Ibrahim         | Egipt             |
| 12      | Abdul Rahman Mohammed | Irak              |
| .       | Hiroshi Hase          | Japonia           |

## Zasady[2]
Uczestnicy zostali podzieleni na dwie grupy. Zawodnik który przegrał dwie walki odpadł z dalszej rywalizacji.
- TF — Łopatki
- ST — Przewaga (12 punktów różnicy, przewaga techniczna)
- SO — Przewaga (8-11 punktów różnicy, pokonany bez punktów)
- PP — Na punkty (1-7 punktów różnicy, pokonany zdobył punkty)
- PO — Na punkty (1-7 punktów różnicy, pokonany bez punktów)
- P1 — Pasywność (Przy prowadzeniu różnicą 1-7 punktów)
- DC — Decyzja (Przy wyniku 0-0)

## Wyniki

### Rundy eliminacyjne

#### Grupa A
| Przegrane | Zawodnik              | Wynik      | Czas/Punkty | Zawodnik              | Przegrane |         |
| Runda 1   | Runda 1               | Runda 1    | Runda 1     | Runda 1               | Runda 1   | Runda 1 |
| --------- | --------------------- | ---------- | ----------- | --------------------- | --------- | ------- |
| 1         | Karolj Kopas          | 1-3 PP     | 4-5         | Jeorjos Pozidis       | 0         |         |
| 1         | Abdul Rahman Mohammed | 0-4 TF     | 1:01        | Frank Andersson       | 0         |         |
| 1         | Garry Kallos          | 0.5-3.5 SP | 3-11        | Toni Hannula          | 0         |         |
| 0         | Steve Fraser          |            |             | Bez walki             |           |         |
| Runda 2   |                       |            |             |                       |           |         |
| 0         | Steve Fraser          | 3-1 PP     | 4-1         | Karolj Kopas          | 2         |         |
| 0         | Jeorjos Pozidis       | 4-0 ST     | 15-3        | Abdul Rahman Mohammed | 2         |         |
| 0         | Frank Andersson       | 4-0 ST     | 15-3        | Garry Kallos          | 2         |         |
| 0         | Toni Hannula          |            |             | Bez walki             |           |         |
| Runda 3   |                       |            |             |                       |           |         |
| 1         | Toni Hannula          | 0-3 P1     | 4:18        | Steve Fraser          | 0         |         |
| 1         | Jeorjos Pozidis       | 0-3 PO     | 0-6         | Frank Andersson       | 0         |         |
| Runda 4   |                       |            |             |                       |           |         |
| 2         | Toni Hannula          | 0-3 P1     | 5:13        | Jeorjos Pozidis       | 1         |         |
| 0         | Steve Fraser          | 3-1 PP     | 4-1         | Frank Andersson       | 1         |         |
| Finał     |                       |            |             |                       |           |         |
|           | Jeorjos Pozidis       | 0-3 PO     | 0-6         | Frank Andersson       |           |         |
|           | Steve Fraser          | 3-1 PP     | 4-1         | Frank Andersson       |           |         |
|           | Steve Fraser          | 3-1 PP     | 2-1         | Jeorjos Pozidis       |           |         |

#### Klasyfikacja
| Zawodnik              | Przegrane | Runda | Punktacja | Finał |
| --------------------- | --------- | ----- | --------- | ----- |
| Steve Fraser          | 0         | -     | 9         | 6     |
| Frank Andersson       | 1         | -     | 12        | 4     |
| Jeorjos Pozidis       | 1         | -     | 10        | 1     |
| Toni Hannula          | 2         | 4     | 3.5       |       |
| Karolj Kopas          | 2         | 2     | 2         |       |
| Garry Kallos          | 2         | 2     | 0.5       |       |
| Abdul Rahman Mohammed | 2         | 2     | 0         |       |

#### Grupa B
| Przegrane | Zawodnik            | Wynik      | Czas/Punkty | Zawodnik            | Przegrane |         |
| Runda 1   | Runda 1             | Runda 1    | Runda 1     | Runda 1             | Runda 1   | Runda 1 |
| --------- | ------------------- | ---------- | ----------- | ------------------- | --------- | ------- |
| 0         | Jean-François Court | 3.5-0.5 SP | 13-4        | Franz Marx          | 1         |         |
| 1         | Hiroshi Hase        | 0-4 ST     | 0-13        | Ilie Matei          | 0         |         |
| 0         | Uwe Sachs           | 3.5-0.5 SP | 10-1        | Kamal Ibrahim       | 1         |         |
| Runda 2   |                     |            |             |                     |           |         |
| 0         | Jean-François Court | 3-0 PO     | 4-0         | Hiroshi Hase        | 2         |         |
| 2         | Franz Marx          | 1-3 PP     | 4-7         | Uwe Sachs           | 0         |         |
| 0         | Ilie Matei          | 4-0 ST     | 13-0        | Kamal Ibrahim       | 2         |         |
| Finał     |                     |            |             |                     |           |         |
|           | Jean-François Court | 0-3 P1     | 5:11        | Ilie Matei          |           |         |
|           | Uwe Sachs           | 3-1 DC     | 0-0         | Jean-François Court |           |         |
|           | Ilie Matei          | 3-0 P1     | 5:10        | Uwe Sachs           |           |         |

#### Klasyfikacja
| Zawodnik            | Przegrane | Runda | Punktacja | Finał |
| ------------------- | --------- | ----- | --------- | ----- |
| Ilie Matei          | 0         | -     | 8         | 6     |
| Uwe Sachs           | 0         | -     | 6.5       | 3     |
| Jean-François Court | 0         | -     | 6.5       | 1     |
| Franz Marx          | 2         | 2     | 1.5       |       |
| Kamal Ibrahim       | 2         | 2     | 0.5       |       |
| Hiroshi Hase        | 2         | 2     | 0         |       |

### Runda finałowa[11]
| Zawodnik        | Wynik           | Czas/Punkty     | Zawodnik            |                 |
| O piąte miejsce | O piąte miejsce | O piąte miejsce | O piąte miejsce     | O piąte miejsce |
| --------------- | --------------- | --------------- | ------------------- | --------------- |
| Jeorjos Pozidis | 1-3 PP          | 2-4             | Jean-François Court |                 |
| O brązowy medal |                 |                 |                     |                 |
| Frank Andersson | 3-0 PO          | 5-0             | Uwe Sachs           |                 |
| Finał           |                 |                 |                     |                 |
| Steve Fraser    | 3-1 PP          | 1-1             | Ilie Matei          |                 |